# Gare d'Ōminato
La gare d'Ōminato (大湊駅, Ōminato-eki) est une gare ferroviaire de la ville de Mutsu, dans la préfecture d'Aomori au Japon. Elle est gérée par la compagnie JR East.

## Situation ferroviaire
Gare terminus, Ōminato est située au point kilométrique (PK) 58,4 de la ligne Ōminato.

## Histoire
La gare a été inaugurée le 25 septembre 1921.

## Service des voyageurs

### Accueil
La gare dispose d'un bâtiment voyageurs, avec guichets, ouvert tous les jours.

### Desserte
- Ligne Ōminato :
  - voies 1 et 2 : direction Noheji